# Tricalamus linzhiensis
Tricalamus linzhiensis är en spindelart som beskrevs av Hu 200. Tricalamus linzhiensis ingår i släktet Tricalamus och familjen Filistatidae. Inga underarter finns listade i Catalogue of Life.